# Казароза (роман)
«Казаро́за»— роман Леонида Юзефовича, исторический детектив о событиях в России времён Гражданской войны. Опубликован в 2002 году. Первый вариант этой книги — повесть «Клуб „Эсперо“» — увидел свет в 1990 году.

## Сюжет
Действие романа происходит в неназванном уральском городе (подразумевается Пермь) в двух временных пластах. В 1920 году в город, год назад отбитый у Колчака, приезжает на гастроли певица Зинаида Казароза. Свечников, бывший боец Красной армии приглашает её выступить в клубе эсперантистов. Во время выступления Казароза погибает. Свечников начинает расследование. Ему помогает Вагин, сотрудник местной газеты, который тоже был на концерте. В 1975 году Свечников приезжает в город, в котором давно не был, и встречает Вагина. Постаревшие герои вспоминают историю убийства.

## История создания и публикации
Прототипом романной Казарозы послужила двоюродная сестра деда автора — Бэлла Георгиевна Шеншева, которая действительно была певицей и выступала под псевдонимом Зинаида Казароза (в переводе с испанского — «розовый дом»). Она была знакома с Блоком, Кузминым, Мандельштамом. В 1929 году покончила с собой в Берлине. Как говорил автор:

…роман «Казароза» родился из моих бесконечных папок с выписками из газет и архивных документов, в которых, как мне кажется, я сумел уловить ту трудноопределимую субстанцию, обычно называемую «духом времени». <…> Но все реалии соблюдены абсолютно. Я всегда отвечаю за точность исторических деталей в моих романах, будь то детали монгольской этнографии или подробности бытования языка эсперанто в России в двадцатые годы.

Языком эсперанто Юзефович заинтересовался ещё в 1981 году, когда побывал на встрече эсперантистов под Миассом. Описанный в романе эсперанто-клуб реально существовал в Перми 1920-х гг.

## Критика
Книга получила высокие оценки и вышла в финал премии «Русский Букер» (2003). Критика отмечала в романе грамотно воссозданные приметы времени, важную роль места действия, элегантную детективную интригу, на фоне которой автору удалось затронуть более сложную проблематику. Критик Лев Данилкин писал:

Главное чувство, нота, смысл «Казарозы» — разочарование. Разочарование историка от невозможности собрать фрагмент прошлого из «правильных» слов. Разочарование в возможности существования универсального языка, в теории заговоров. Разочарование и от нелепого убийства-1920, и от «невстречи»-1975.

## Экранизация
По заказу «Первого канала» был снят трёхсерийный фильм «Казароза». Сценарий написан Юзефовичем, но сильно отличается от романа, там другая развязка и другой убийца. Предполагалось продемонстрировать сериал осенью 2005 года, однако начало показа было отложено сначала на 20 февраля, а потом — из-за высоких рейтингов трансляций с зимней Олимпиады — на 27 февраля 2006 года.